# Видојевица
Видојевица је планина у југоисточном делу Србије у близини Прокупља. Припада Родопским планинама, тј. српско-македонској маси, а по начину постанка припадају громадним планинама. Највиши врх је Бандера висок 1.155 m. Од Пасјаче је одваја превој Бели камен, којим пролази пут Прокупље—Бојник.
На врху планине налази се опсерваторија, односно астрономска станица која припада Астрономској опсерваторији Београд. Ту се налази најсавременији телескоп, један од највећих у југоисточној Европи.
Планина је прекривена шумом и пашњацима.

## Занимљивости
- У опсерваторију тј. астрономску станицу, 2016. године је инсталиран највећи телескоп на западном Балкану. Главно огледало телескопа је пречника 1,4 метра.[4]
- Топличка трансверзала је планинарска рута која повезује следеће планине Топлице на релацији Прокупље (Хисар 358 мнв) — Пасјача 971 мнв — Видојевица 1.155 мнв — Ргајска планина 1.017 мнв — Арбанашка планина 1.260 мнв — Радан 1.409 мнв — Ђавоља варош 700 мнв — Пролом бања 610 мнв. Дужина трансверзале је 122 km.[5]

## Галерија
|                                           |
| Поглед на врх Бандера, са Ргајске планине |

|               |                           |
| Опсерваторија | Поглед на Ргајску планину |